# Shanghai Kid
Série Shanghai Kid
Shanghai Kid 2
(2003)
Pour plus de détails, voir Fiche technique et Distribution.
Shanghai Kid ou Le Cowboy de Shanghai au Québec (Shanghai Noon) est un film américano-hongkongais réalisé par Tom Dey, sorti en 2000.

## Synopsis
L'histoire se passe à la fin du XIXe siècle. En Chine, la princesse Pei Pei (Lucy Liu) est capturée et emmenée aux États-Unis, d'où le méchant Lou Feng demande une rançon à l'Empereur.
Un garde impérial, Chon Weng (Jackie Chan) part pour verser l'argent demandé et récupérer la princesse. Mais il est rapidement confronté à l'ouest américain (ses indiens, ses bandits...) et à un sympathique hors-la-loi nommé Roy O'Bannon (Owen Wilson).

## Fiche technique
Sauf indication contraire, les informations mentionnées dans cette section peuvent être confirmées par les bases de données cinématographiques IMDb et Allociné,  présentes dans la section « Liens externes ».
- Titre original : Shanghai Noon
- Titre français : Shanghai Kid
- Titre québécois : Le Cowboy de Shanghai[1]
- Réalisation : Tom Dey
- Scénario : Miles Millar, Alfred Gough, Paul Weitz et Chris Weitz[2]
- Musique : Randy Edelman
- Direction artistique : Jeff Ginn et Brandt Gordon
- Décors : Peter J. Hampton et Bryony Foster[2]
- Costumes : Joseph A. Porro
- Photographie : Dan Mindel
- Son : Tim Chau, Andy D'Addario, David Lee
- Montage : Richard Chew
- Production : Gary Barber, Roger Birnbaum et Jonathan Glickman
  - Production déléguée : Jackie Chan, Willie Chan et Solon So
  - Production associée : Bruce Moriarty
  - Coproduction : Jules Daly et Ned Dowd
- Sociétés de production
  - États-Unis : Roger Birnbaum Productions, présenté par Spyglass Entertainment et Touchstone Pictures
  - Chine (Hong Kong) : Prosperity Pictures, en association avec Jackie Chan Films Limited
- Sociétés de distribution : Buena Vista Pictures Distribution (États-Unis) ; Gaumont Buena Vista International (France)
- Budget : 55 millions de $[3],[4]
- Pays de production :  États-Unis,  Hong Kong
- Langues originales : anglais, mandarin, sioux, espagnol
- Format : couleur (Technicolor) — 35 mm — 2,35:1 / 2,39:1 (Panavision) — son DTS / Dolby Digital / SDDS
- Genre : action, aventure, comédie, western
- Durée : 110 minutes
- Dates de sortie[5] :
  - États-Unis, Québec : 26 mai 2000[1]
  - Hong Kong : 1er juin 2000
  - France, Suisse romande : 9 août 2000[6],[7]
  - Belgique : 11 octobre 2000[8]
- Classification :
  - États-Unis : accord parental recommandé, film déconseillé aux moins de 13 ans (PG-13 - Parents Strongly Cautioned)[N 1]
  - Hong Kong : ne convient pas aux enfants (IIA - Catégorie Deux-A)[N 2]
  - France : tous publics[9]
  - Belgique : tous publics (Alle Leeftijden)[8]
  - Suisse romande : interdit aux moins de 12 ans[10]
  - Québec : tous publics (G - General Rating)

## Distribution
- Jackie Chan (VF : Guy Chapellier ; VQ : François L'Écuyer) : Chon Wang
- Owen Wilson (VF : Éric Legrand ; VQ : Luis de Cespedes) : Roy O'Bannon
- Lucy Liu (VF : Yumi Fujimori ; VQ : Anne Dorval) : La princesse Pei Pei
- Roger Yuan (VF : Lionel Henry ; VQ : Benoît Gouin) : Lo Fong
- Xander Berkeley (VF : Jacques Frantz ; VQ : Jean-Luc Montminy) : Nathan Van Cleef
- Brandon Merrill : La femme indienne
- Walton Goggins (VF : Emmanuel Jacomy ; VQ : Alain Zouvi) : Wallace
- Jason Connery (VF : Edgar Givry ; VQ : Antoine Durand) : Calvin Andrews
- Adrien Dorval (VF : Michel Vocoret ; VQ : Stéphane Rivard) : Blue
- Rongguang Yu : Garde Impérial
- Ya Hi Cui : Garde Impérial
- Eric Chen : Garde Impérial
- Rafael Báez : Vasquez
- Rick Ash (VF : Raoul Delfosse ; VQ : Daniel Lesourd) : Jedadiah
- Stacy Grant : Prostituée en détresse
- Kate Luyben (VQ : Lisette Dufour) : Fifi

## Accueil

### Box-office
- États-Unis : 56 932 305 $ US[11]
- France : 306 008 entrées[11]
- Mondial : 99 269 270 $[11]

## Distinction

### Récompense2001
- Blockbuster Entertainment Awards : second rôle féminin préférée dans un film d’action à Lucy Liu

### Nominations2001
- American Cinema Editors : meilleur montage d'un film comique ou musical pour Richard Chew
- Blockbuster Entertainment Awards : meilleure équipe d'action (Internet uniquement) pour Jackie Chan et Owen Wilson
- Satellite Awards : meilleur acteur dans un second rôle dans un film musical ou une comédie pour Owen Wilson
- Taurus World Stunt Awards :
  - Meilleur combat pour Andy Cheng[N 3]
  - Meilleur travail de cascadeurs pour Andy Cheng[N 4]
  - Meilleure cascade de spécialité pour Brent Woolsey[N 5]
  - Meilleur combat[N 6]

## Éditions en vidéo
- En France, le film Shanghai Kid est sorti en DVD le 7 février 2001[13].
- Au Québec, le film est sorti en DVD le 10 octobre 2000[1].

## Autour du film
À la fin du film, le personnage interprété par Owen Wilson admet s'être pris le nom de Roy O'Bannon comme nouvelle identité car il trouvait son véritable nom ringard. Il s'appelle en réalité Wyatt Earp.